# Truppenübungsplatz Hammelburg

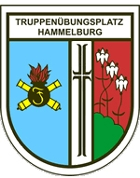
Wappen TrÜbPl Hammelburg

Der Truppenübungsplatz Hammelburg ist ein ab 1895 als Schießplatz für die Bayerische Armee entstandenes Übungsgelände mit dem Lager Hammelburg als Truppenunterkunft. Es bildet heute einen Stadtteil von Hammelburg im unterfränkischen Landkreis Bad Kissingen. Das ca. 4000 ha große Gelände mit dem Übungsdorf Bonnland und der Kasernenanlage im Ortsteil Lager Hammelburg wird gegenwärtig u. a. durch die Infanterieschule der Bundeswehr und dem „VN-Ausbildungszentrum“ (VNAusbZBw) genutzt. Der Übungsplatz ist dem Unterstützungskommando der Bundeswehr in Bonn unterstellt und gehört zum „Bereich Truppenübungsplatzkommandantur SÜD“.

## Entstehung und Entwicklung des Truppenübungsplatzes bis zum Ersten Weltkrieg

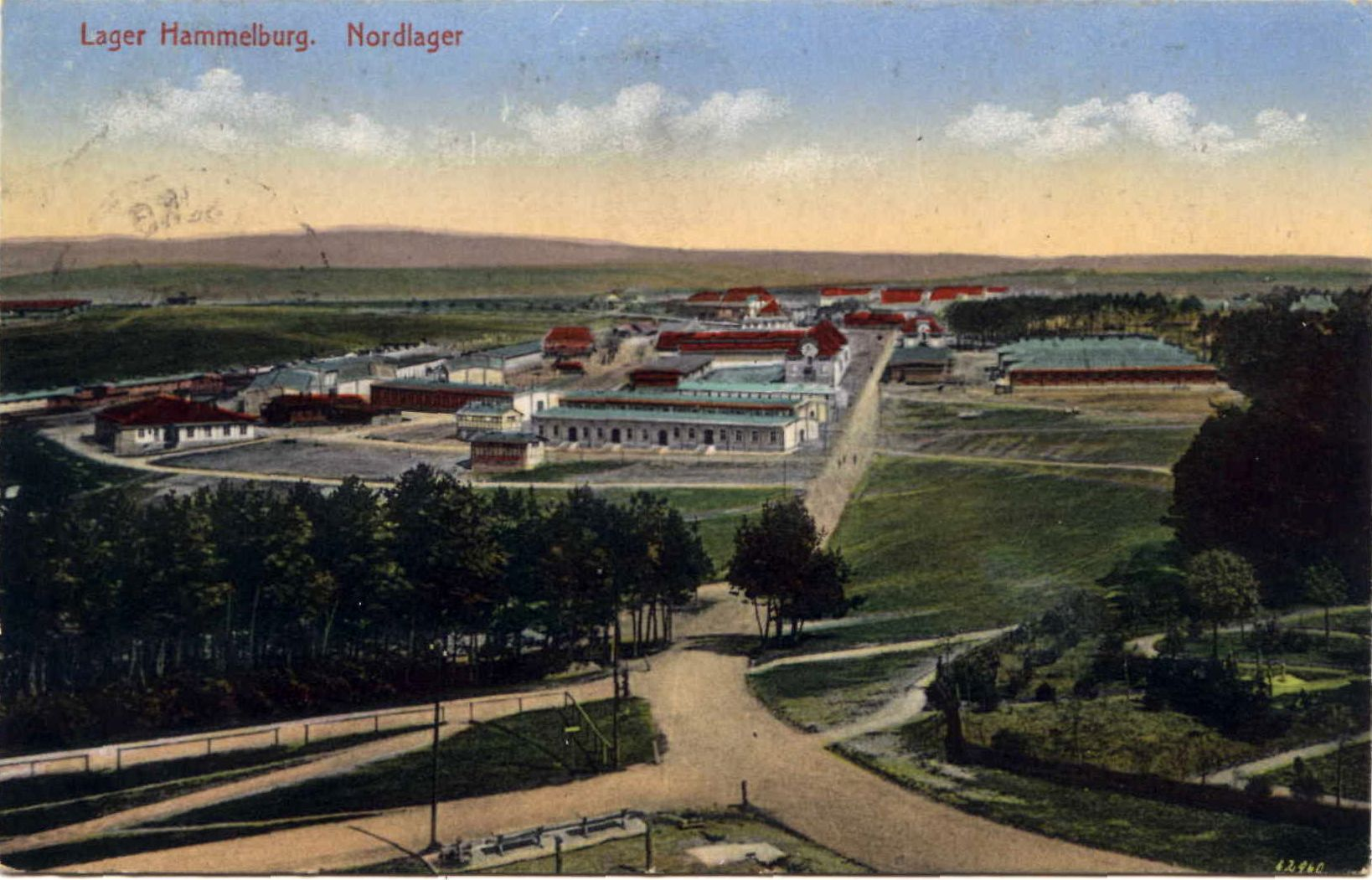
Lager Hammelburg, Nordlager, Ansicht vor 1916

Die Entwicklung der militärischen Waffentechnik und die Anhebung der Friedensstärke des deutschen Heeres von 385.000 auf 468.000 Mann führte gegen Ende des 19. Jahrhunderts zu einem vermehrten Bedarf von Übungsgelände, das mit geeigneten Schießplätzen den Erfordernissen der modernen Schusswaffen gerecht wurde. Bislang existierte im Königreich Bayern als einziger Truppenübungsplatz lediglich Lager Lechfeld bei Augsburg. Die 1890 begonnene Standortsuche für ein neues Übungsgelände in Franken durch das II. Königlich Bayerische Armee-Korps endete schließlich mit der Entscheidung für ein fünf Kilometer südlich von Hammelburg gelegenes Gelände, das sich auf einer 120 Meter über dem Tal der Fränkischen Saale gelegenen Kalksteinhochfläche befindet. Die West-Ost-Ausdehnung beträgt im Mittel sechs, die in Nord-Süd-Richtung sieben Kilometer; die Höhe liegt zwischen 250 und 320 Meter ü. NN. Der Ankauf bzw. die Enteignung der erforderlichen Flächen im Bereich der Gemeinden Bonnland, Fuchsstadt, Hammelburg, Hundsfeld, Pfaffenhausen und Obereschenbach sowie von den Ländereien der Freiherren von Gleichen-Rußwurm und von Thüngen im Wert von 1,5 Millionen Reichsmark geschah bis Mitte des Jahres 1895. Am schwersten betroffen waren die Bauern in Bonnland und Hundsfeld, die etwa die Hälfte ihrer Flächen abgeben mussten, so dass viele Höfe nicht mehr rentabel betrieben werden konnten. Zahlreiche Bewohner waren gezwungen, sich andernorts Arbeit, vor allem in der Industrie, zu suchen. Im gleichen Jahr wurden auch die ersten Schießbahnen angelegt. Für die Unterbringung der übenden Truppen entstanden zwei Lager mit Holz- und Wellblechbaracken als Dauereinrichtung. Für die Mannschaftsunterbringung dienten Zeltlager mit massiven Küchengebäuden. Die als Lager Nord und Süd bezeichneten Komplexe waren durch Gemeinschaftsanlagen, wie Offiziersspeiseanstalt, Lazarett, Pferdeställe und Geschützplätze verbunden. Mit dem Bau der Personalunterkünfte für die Kommandantur wurde im Frühjahr 1895 begonnen; Küche und Speisesaal kamen 1901 hinzu. Im gleichen Jahr entstand auch der Wasserturm, der zum Wahrzeichen des Lagers wurde. Bis 1914 wurden weitere Massivbauten, die heute teilweise unter Denkmalschutz stehen, wie der sogenannte Generalsbau (Gebäude 79), das Gebäude der Standortverwaltung (Gebäude 27), das Haus des Standortkommandanten, das sogenannte Clubhaus sowie Mannschafts- und Lagerbaracken fertiggestellt. Am 1. April 1895 nahm die der Intendantur des II. Königlich Bayerischen Armee-Korps unterstehende Garnisonsverwaltung unter Garnisonsverwaltungsinspektor Jakob Zirker ihren Dienstbetrieb zunächst in der Kirchgasse 28 in Hammelburg auf.
Die Nutzung des Übungsgeländes begann schon ab Herbst 1895 durch Einheiten des II. Königlich Bayerischen Armee-Korps. Nach der ersten Militärfliegerschule in München-Oberwiesenfeld wurde im Lager Hammelburg 1911 eine zweite eingerichtet. Im Herbst des Jahres besuchte auch Prinzregent Luitpold die Manöver des II. Königlich Bayerischen Armee-Korps. Am Ende des ersten Kriegsjahres 1914 wurde der Lagerkomplex noch durch eine Maschinengewehrschule ergänzt. Die Nutzung des Truppenübungsplatzes durch Ersatzeinheiten ging während des Krieges ununterbrochen weiter.

## Kriegsgefangenenlager im Ersten Weltkrieg
Am 22. August 1914 trafen 3000 französische Soldaten als die ersten Kriegsgefangenen im Lager Hammelburg ein. Die Bewachung erfolgte durch das Landsturmbataillon Unterfranken II. Lagerkommandant war von 1914 bis 1916 Oberstleutnant Strelin und bis 1918 Oberstleutnant Kümmerle. Da die Unterkunftskapazitäten für die im Laufe des Krieges hinzugekommenen Gefangenen nicht ausreichten, wurde das sogenannte Spannsgrabenlager und das Hüttenlager im Anschluss an das Nordlager errichtet. Mit Ausnahme der Offiziere wurden die Kriegsgefangenen zu Erd- und Bauarbeiten im Lager sowie in der Landwirtschaft eingesetzt. Am 18. Oktober 1918 befanden sich schließlich 5199 französische, 2264 russische, 77 belgische und 2612 italienische Kriegsgefangene im Lager. Die französischen und italienischen Soldaten konnten schon nach Kriegsende in ihre Heimat zurückkehren. Bis zum 15. Januar 1919 hatten alle Kriegsgefangene Hammelburg verlassen, lediglich die russischen Soldaten verblieben aufgrund der Revolutionsunruhen in Russland noch bis 1921 im Lager.
Die in Gefangenschaft verstorbenen Soldaten fanden auf dem angelegten Friedhof an der Hundsbacher Straße ihre letzte Ruhestätte. Während Franzosen und Italiener ihre Toten nach Kriegsende in ihre Heimat umbetteten, verblieben 58 russische und 26 serbische Soldaten auf dem Lagerfriedhof.
Das 4. und das 8. Bayerische Infanterieregiment sowie das 12. Bayerische Feldartillerieregiment demobilisierten auf dem Truppenübungsplatz als ihrem vorläufigen Standort. Der nach dem ersten Kommandanten des Truppenübungsplatzes benannte Artilleriebeobachtungsturm, der Gullmannsturm, wurde gesprengt.
Ab Mitte 1919 fungierte das Lager Hammelburg auch als Durchgangslager (Dulag) für deutsche Soldaten, die aus der Kriegsgefangenschaft heimkehrten. 1920 verließen die letzten Heimkehrer das Durchgangslager.

## Die Revolutionsjahre 1918/1919 und die zivile Nutzung bis 1933
Nach dem Sturz der bayerischen Regierung durch die Arbeiter- und Soldatenräte am 8. November 1918 bildete sich auch unter den Männern des zur Bewachung der Kriegsgefangenen eingesetzten Landsturmbataillons ein Soldatenrat, der schließlich die Macht im Lager übernahm und die Bevölkerung zur Gründung von Arbeiter- und Bauernräten aufrief. Ein solcher konstituierte sich alsbald in Hammelburg und arbeitete mit dem Soldatenrat und den örtlichen Behörden an der Sicherstellung der Verpflegung und Wiedereingliederung der im Durchgangslager Hammelburg ankommenden ehemaligen deutschen Kriegsgefangenen zusammen.
Die Ermordung Kurt Eisners am 21. Februar 1919 und die Ausrufung der Räterepublik am 7. April 1919 führten als Gegenreaktion der Regierung von Johannes Hoffmann zur Aufstellung von Freikorps. Im Mai 1919 bildete der Fliegerhauptmann Rudolf Berthold im Lager Hammelburg das „Fränkische Bauerndetachement“, auch „Eiserne Schar Berthold“ genannt, das von der Heeresverwaltung Ausrüstung, Verpflegung und Sold erhielt, am 30. Mai 1919 nach München verlegte und später im Baltikum eingesetzt wurde.
Folge des verlorenen Krieges war der Versailler Vertrag vom 28. Juni 1919, der unter anderem eine Begrenzung der Reichswehr auf 100.000 Mann sowie massive Rüstungsbeschränkungen festlegte. Der Truppenübungsplatz Hammelburg wurde demobilisiert und der Reichsvermögensverwaltung zur zivilen Nutzung übergeben. Diese verpachtete die Flächen an Landwirte der umliegenden Gemeinden. Auch die Bonnländer und Hundsfelder erhielten die für den Truppenübungsplatz abgegebenen Ackerflächen zurück, allerdings nicht mehr als Eigentum, sondern ebenfalls nur als Pachtland für einen Zeitraum von zunächst 15 Jahren. Nach Auflösung des Durchgangslagers 1920 stand das Südlager leer. Das für die Kriegsgefangenen errichtete Hüttenlager wurde abgerissen. Die noch bis 1921 ca. 2000 verbliebenen russischen Kriegsgefangenen waren im Nordlager untergebracht und wurden von einer Polizeikompanie bewacht.
Im Lagerlazarett richtete der Kreis Unterfranken 1921 die Kreislandwirtschaftsschule Hammelburg ein.

### Kindererholungsheim Marienruhe
1921 wurde im Südlager von Georg Maria Staab das Kindererholungsheim Marienruhe gegründet, das von der katholischen Kirche in den USA, der Schweiz und Holland unterstützt wurde. Förderung erfuhr das Heim auch durch Papst Pius XI. und seinen apostolischen Nuntius in Bayern, Eugenio Pacelli, der das Lager Hammelburg am 11./12. Dezember 1919 besuchte. Bereits 1921 betreuten 80 Benediktinerinnen aus Tutzing 3500 Kinder aus allen Teilen Deutschlands, die zur Erholung nach Hammelburg gekommen waren.
Im Gebäude 69, dem heutigen Offizierswohnheim, wurde ein Krankenhaus und im heutigen Fähnrichsheim ein Speisesaal eingerichtet. Verwaltungs- und Versorgungsräume konnten im Haus des Truppenübungskommandanten geschaffen werden. Die Ordensschwestern richteten ihr Kloster im Gebäude 100 ein. Bis 1925 wurden immer mehr Einrichtungen für die Zwecke der Kinderbetreuung geschaffen, so dass sie schließlich neben Sportanlagen, Spielplätzen und einer Gärtnerei insgesamt 40 Gebäude umfassten. 1924 hatte der Orden der Töchter vom allerheiligsten Erlöser aus Würzburg die Betreuung des Kindererholungsheimes übernommen. Aufgrund fehlender finanzieller Unterstützung konnte der 1931 auslaufende Pachtvertrag mit dem Deutschen Reich nicht mehr verlängert werden, so dass das Heim geschlossen werden musste. Bis dahin hatten 60.000 Kinder dort Erholung gefunden.

### Zwischennutzungen
Im Zeitraum von 1931 bis 1933 nutzten der Freiwillige Arbeitsdienst der Reichsregierung und der Christliche Verein Junger Männer die beiden Lager. Das Reichskuratorium für Jugendertüchtigung eröffnete eine Jugendsportschule, die nach der Machtergreifung der Nationalsozialisten am 30. Januar 1933 von der SA übernommen und bis zum 30. Juni 1934 betrieben wurde.

## Erneute militärische Nutzung bis zum Ende des Zweiten Weltkrieges
Am 1. Juli 1934 gründete die Reichswehr als getarnte Ausbildungsstätte die Heeressportschule von der Tann, die allerdings nur kurze Zeit bestand. Zur gleichen Zeit wurde das Lagergelände von der Reichsheeresverwaltung für eine künftige militärische Nutzung durch das Infanterieregiment 13 vorbereitet. Diese Einheit wurde dort umgegliedert, so dass aus den ersten beiden Bataillonen das Regiment „Heidelberg“, das spätere Infanterieregiment 34, hervorging.
Der Truppenübungsplatz ging 1935 von der Bayerischen Finanzverwaltung wieder in die Verantwortung der Heeresverwaltung über, die durch eine neue Standortverwaltung sowie eine Heeresförsterei wahrgenommen wurde. Mit der Aufstellung des Infanterieregiments 57 der neuen Wehrmacht (Oberst Sanne) am 1. September 1935 wurde Hammelburg erneut Garnisonsstadt. Im Lager waren immer wieder wechselnde Truppen stationiert. Der Truppenübungsplatz erwies sich jedoch für Großverbände als zu klein und wurde daher 1938 um 1480 Hektar erweitert. Neben der Inanspruchnahme von Flächen aus den angrenzenden Gemeinden Höllrich und Obereschenbach bedeutete dies die Auflösung der Gemeinden Bonnland und Hundsfeld, deren Gebiet voll in die Erweiterungsfläche fiel. Die 280 bzw. 550 Einwohner Bonnlands bzw. Hundsfelds wurden abgesiedelt und erhielten als Ersatz für ihre Liegenschaften Höfe vorwiegend in der Gemeinde Wässerndorf bei Marktbreit und im Ortsteil Rothof der Gemeinde Rottendorf bei Würzburg zum Kauf angeboten. Der Baubestand von Bonnland wurde von der Militärverwaltung erhalten und als Truppenunterkunft genutzt; die Häuser von Hundsfeld hingegen blieben dem Verfall überlassen.
Zwischen dem Nord- und Südlager wurden 1935 bis 1938 weitere Unterkunftsgebäude errichtet. Im Nordlager entstanden von 1936 bis 1938 unter der Leitung von Heeresbaurat Wolfram 14 neue Kompaniegebäude. Hinzu kamen Freibad und Sportplatz. 1938 wurde der Truppenübungsplatz in vier Hauptübungsräume unterteilt, so dass mehrere Infanterie- und Artillerieverbände gleichzeitig üben konnten.
Im Vorfeld des Zweiten Weltkrieges wurden auf dem Truppenübungsplatz die Kriegsschule München und Teile der Fliegerschule Dresden sowie das Flakregiment 4 stationiert. Im Lager Nord stellte man von September 1939 bis März 1941 Teile der 82., 95. und 99. Infanteriedivision auf. Kommandant des Truppenübungsplatzes und Standortältester war Oberst Richard Hoppe. Er erschoss sich am 7. April 1945 im Westlager Bernreuth bei Auerbach i.d. Oberpfalz am Rande des Truppenübungsplatzes Grafenwöhr.
Am 21. September 1943 wurden die Gemeinden Bonnland (Landkreis Karlstadt) und Hundsfeld (Landkreis Hammelburg) offiziell aufgelöst. Ihr Gebiet wurde in den Heeresgutsbezirk Hammelburg eingegliedert.

### Kriegsgefangenenlager im Zweiten Weltkrieg
Das Lager Süd wurde am 11. Juli 1940 als Standort für das Kriegsgefangenenlager des XIII. Armeekorps bestimmt. Im sogenannten Stammlager XIII C (Stalag XIII C) wurden belgische und französische Kriegsgefangene aus dem Westfeldzug und später jugoslawische, polnische, sowjetische, italienische und US-amerikanische Gefangene untergebracht. Neben dem Stalag XIII C befand sich dort das Offizierslager XIII B (Oflag XIII B). Lagerkommandant war Generalmajor Günther von Goeckel. Die Bewachung der insgesamt etwa 30.000 Kriegsgefangenen übernahmen zwei Kompanien des 828. Landesschützenbataillons. Während wie im Ersten Weltkrieg die Mannschaftsdienstgrade in der Industrie sowie in Land- und Forstwirtschaft zum Arbeitseinsatz kamen, waren die Offiziere davon befreit.
Einen großen Anteil der Kriegsgefangenen stellten die Rotarmisten, von denen sich 3.000 ständig im Lager Nord befanden. Zu den prominentesten Gefangenen zählte für wenige Wochen auch Stalins ältester Sohn Jakow Dschugaschwili, der am 14. April 1943 im KZ Sachsenhausen erschossen wurde, und im Frühjahr 1945 General Pattons Schwiegersohn John K. Waters.
Viele Kriegsgefangene starben. Auf dem Friedhof an der Hundsfelder Straße wurden 35 Polen, 50 Russen und 73 Jugoslawen beerdigt. Die Zahl der Kriegsgefangenen aus den westlichen Nationen, die dort bestattet wurden, ist nicht bekannt, da sie nach Ende des Krieges in ihre Heimat überführt wurden. Die sowjetischen Soldaten stellten den größten Teil der Gefangenen, aber nicht nur deshalb war die Zahl ihrer Verstorbenen absolut und relativ am höchsten. 2.987 von ihnen wurden im Friedhof Am Felschen beigesetzt. Die Zahl der Opfer unter den sowjetischen Soldaten war aber auch aufgrund der Konsequenzen des sogenannten Kommissarbefehls höher als die aller anderen. Nach den Richtlinien für die Aussonderung von Zivilpersonen und verdächtigen Kriegsgefangenen des Ostfeldzuges in den Kriegsgefangenenlagern im besetzten Gebiet, im Operationsgebiet, im Generalgouvernement und in den Lagern im Reichsgebiet waren die Lager mit sowjetischen Gefangenen von „politisch untragbaren Elementen“ durch Einsatzkommandos der Sicherheitspolizei und des SD zu „säubern“. Darunter waren vor allem die Polit-Kommissare in der Roten Armee und alle Juden zu verstehen. Nach förmlicher Entlassung aus der Kriegsgefangenschaft und Übergabe an die Gestapo, wurden aus dem Oflag XIII B und dem Stalag XIII C sowie aus dem Mannschafts-Kriegsgefangenenlager Nürnberg-Langwasser ca. 2.000 Personen in das KZ Dachau verbracht und auf dem benachbarten SS-Schießplatz Hebertshausen exekutiert. Führer des SS-Einsatzkommandos der Gestapoleitstelle Nürnberg im Oflag XIII B war ab November 1941 SS-Obersturmführer Paul Ohler. In einer Vernehmung als Zeuge im Nürnberger Nachfolgeprozess Fall 12 (OKW-Prozess) gegen Hermann Reinecke, dem Chef des Führungsstabes des OKW und Verantwortlichen für das Kriegsgefangenenwesen am 13. Februar 1948, schilderte dieser den Hergang. Danach warben die Männer des Einsatzkommandos unter den sowjetischen Gefangenen Vertrauensleute. Diese
„… haben dann dem Beamten bekanntgegeben, wer unter den Kriegsgefangenen Kommissare bzw. Politruks usw. sind … Die Kriegsgefangenen, die dann namhaft gemacht worden sind, die wurden vernommen. Es wurden auch Zeugen vernommen. Wenn der Betreffende geleugnet hat oder bestritten hat, Kommissar gewesen zu sein, dann mussten mindestens zwei Zeugen da sein, die es bestätigten. War dies nicht der Fall … dann blieb der betreffende Kriegsgefangene weiterhin unbehelligt. … Wenn so viele Leute ausgesucht waren, dass man einen Transport ablassen konnte, dann wurden die Leute dem Chef der Sicherheitspolizei und des SD gemeldet. Von dort kam dann die Verfügung, dass die Leute in das KZ Dachau zu überstellen sind. …Bei der Ankunft in Dachau wurden die Leute einem Kommandoführer der SS übergeben … zum Schiessstand geführt und dort auf Anlass oder Befehl des Chefs der Sicherheitspolizei erschossen.“
Am 11. Januar 1945 wurde für etwa 300 US-Offiziere eine eigene Abteilung im Oflag XIII B eingerichtet. Sie waren während der Ardennenoffensive vom 16. bis 22. Dezember 1944 in Gefangenschaft geraten. Die Gesamtbelegungsstärke betrug am 25. März 1945 1291 Offiziere und 127 Unteroffiziere und Mannschaften. Davon stammten 423 Offiziere und 64 Unteroffiziere aus dem evakuierten Oflag 64 in Schuben.

### Task Force Baum

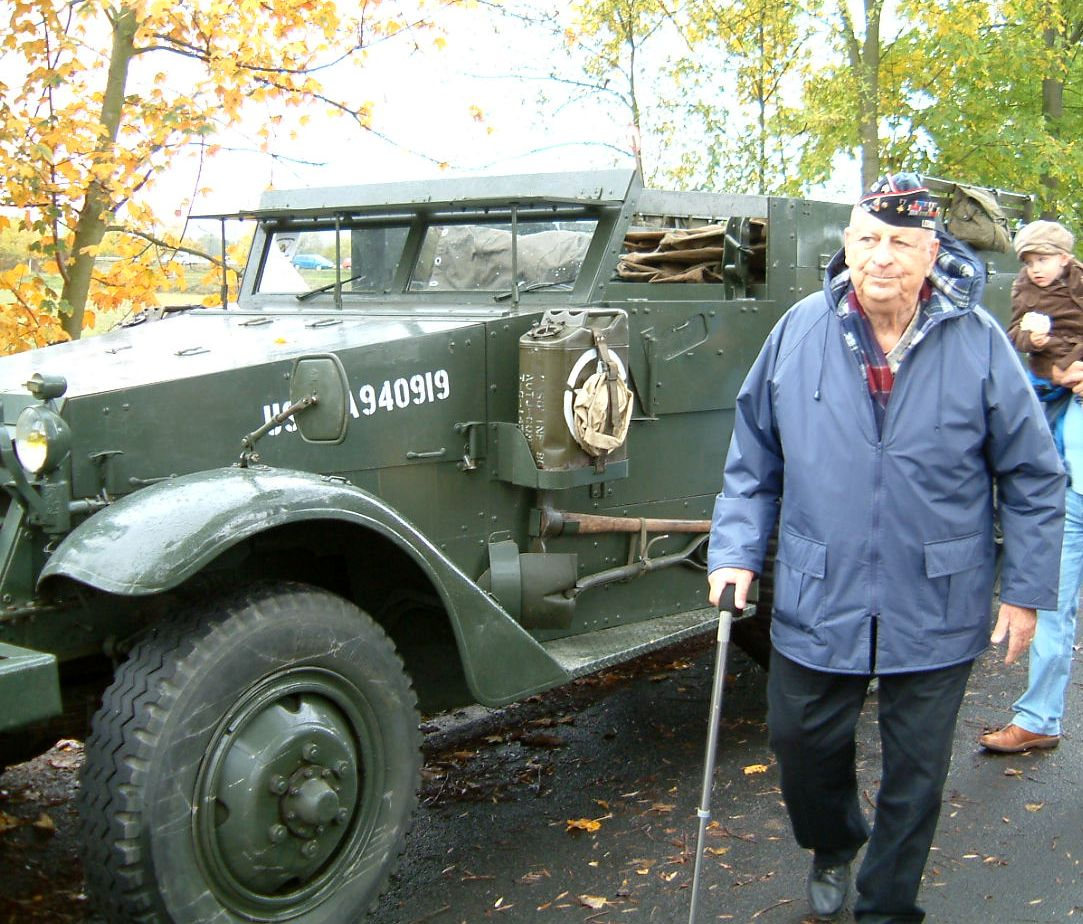
Der ehemalige Führer der Task Force Baum, Captain Abraham Baum, bei einem Besuch in Hammelburg im Oktober 2005

Am 22. März 1945 hatte die 3. US-Armee unter General George S. Patton bei Oppenheim den Rhein überquert und war bis zum 24. März 1945 nach Aschaffenburg vorgedrungen. Vordergründig als Ablenkungsmanöver für den geplanten Hauptstoß in Norden Richtung Frankfurt am Main ordnete Patton einen Spezialeinsatz nach Osten an, das Kommandounternehmen Hammelburg. Hierbei sollte das etwa 80 Kilometer entfernte Oflag XIII B erreicht und die gefangenen alliierten Offiziere befreit werden. Zu diesen gehörte auch der Schwiegersohn Pattons, der nach Auflösung des Oflag 64 Anfang März 1945 nach Hammelburg verlegt worden war. Zum Führer wurde Captain Abraham Baum bestimmt, nach dem die Einheit Task Force Baum genannt wurde und der am 27. März 1945 mit 294 Mann und 53 Fahrzeugen, darunter 15 Panzer, bei Schweinheim die schwachen deutschen Linien durchbrach und nach Osten vorstieß. Unter erheblichen Verlusten kämpfte sich der Verband über Lohr a. M., Gemünden, Burgsinn und Gräfendorf zum Lager Hammelburg durch, das gegen Abend erreicht wurde. Das Oflag konnte nach Überwindung des deutschen Widerstandes eingenommen werden. Lieutenant-Colonel John K. Waters wurde dabei allerdings von einem deutschen Posten angeschossen und schwer verwundet. Statt der erwarteten 600 amerikanischen befanden sich dort jedoch 1.500 Gefangene, für deren Transport bis zu den alliierten Linien keine ausreichenden Kapazitäten zur Verfügung standen. Beim Rückzug am 28. März 1945 wurde die Task Force Baum von eilig zusammengezogenen deutschen Verbänden einschließlich der Panzerjägerabteilung 251 unter Hauptmann Heinrich Köhl mit Jagdpanzer 38 in der Nähe des Reussenberger Hofes auf dem Gelände des Truppenübungsplatzes gestellt und zur Aufgabe gezwungen. Von 294 Mann konnten sich lediglich sechs zu den eigenen Verbänden durchschlagen. Der Rest einschließlich der Verwundeten Baum und Waters ging für kurze Zeit in Gefangenschaft; etwa 25 amerikanischen Soldaten kostete das misslungene Unternehmen das Leben.

### Kriegsende und Lagerauflösung
Nach dem Scheitern der Task Force Baum und dem Näherrücken der Front wurden die Kriegsgefangenenlager weitgehend geräumt. Die Insassen des Oflag XIII B kamen per Eisenbahntransport nach Nürnberg-Langwasser. Die sowjetischen Gefangenen aus dem Stalag XIII C wurden ebenfalls nach Nürnberg in Marsch gesetzt. Im Lager Hammelburg verblieben neben 80 amerikanischen schließlich nur noch einige Hundert serbische, sowjetische, polnische Kriegsgefangene und italienische Militärinternierte, die nicht mehr marschfähig waren, ohne Bewachung zurück.
Am 5. April 1945 setzte sich auch die Truppenübungsplatzkommandantur nach Grafenwöhr ab. Am nächsten Tag konnte das amerikanische 47th Tank Bataillon unter Lieutenant-Colonel James W. Lann das Lager kampflos einnehmen.

## Lager Hammelburg als amerikanische Garnison
Die Lagerverwaltung wurde von amerikanischen Nachschubeinheiten übernommen, die jedoch die Versorgung der verbliebenen Lagerinsassen nicht sicherstellte. Die ehemaligen Gefangenen plünderten daher mit offizieller Erlaubnis der neuen Lagerherrschaft die umliegenden Dörfer. Diese Zustände hielten bis zum Ende des Krieges am 8. Mai 1945 bzw. mit der Repatriierung der letzten Kriegsgefangenen an.

### Internierungslager für ehemalige NSDAP-Angehörige
Für ehemalige Mitglieder der NSDAP und ihre Gliederungen richtete das amerikanische Counter Intelligence Corps (CIC) im Juni 1945 ein Internierungslager, das CIC-Camp Nr. 9 im Lager Hammelburg ein, das von einem „Campinspector“ geleitet wurde. Parteimitglieder wurden im Hauptlager, dem ehemaligen Oflag XIII B und Bereich der späteren Saaleck-Kaserne, konzentriert, Wehrmachtsangehörige mit Parteimitgliedschaft wurden im Südlager untergebracht und für Angehörige der SS war ein eigenes Lager vorgesehen. Die Verpflegung für die Internierten kam zunächst von der Caritas, da sich der CIC auf die Bewachung des Lagers beschränkte. Ende Juli 1945 war das für 5000 Internierte ausgelegte Lager mit ca. 6000 Gefangenen völlig überbelegt. Nur durch die Eigeninitiative der Internierten, die Kartoffeln und Gemüse auf dem Lagergelände anbauten und die Lebensmittelpakete der Verwandten, konnte das Überleben gesichert werden. Später übernahm das Landratsamt Hammelburg die Organisation der Versorgung.
Die als Mitläufer von den Spruchkammern verurteilten Inhaftierten konnten ihre Arbeitslagerstrafe im Internierungslager Hammelburg ableisten. Durch Selbsthilfe der Lagerinsassen wurde eine sinnvolle berufliche und geistige Weiterbildung neben den Arbeitseinsätzen ermöglicht.
Mit der Übergabe der Entnazifizierungsverfahren an die deutschen Behörden erfolgte Ende April 1948 auch die Auflösung des Internierungslagers Hammelburg.

### Regierungsflüchtlingslager
Ein Teil des Nordlagers wurde bereits 1947 abgetrennt und für die Unterbringung von Flüchtlingen eingerichtet, um die bestehenden Flüchtlingslager in Bayern zu entlasten. Im Oktober 1948 war das Lager mit durchschnittlich 2000 Bewohnern belegt, die in Massenunterkünften und Baracken untergebracht waren. Das Flüchtlingslager war damit das zweitgrößte in Bayern. Nach den Heimatvertriebenen aus den ehemaligen deutschen Ostgebieten fanden ab 1949 auch zunehmend Menschen Aufnahme, die aus der Sowjetischen Besatzungszone (SBZ) geflohen waren.
Die meisten Lagerbewohner konnten keine Arbeit finden und waren auf eine Versorgung durch die staatlichen Institutionen und die Caritas angewiesen. Arbeitsplätze fanden sich erst später in der weiteren Umgebung wie Frankfurt am Main und Nürnberg. 1958 konnte das Lager aufgelöst werden.
Die US-Truppen legten die Kommandantur und das Südlager unter der Bezeichnung „Camp Denny T. Clark“ zusammen. Die dort stationierten Verbände wechselten wiederholt. Die 22nd Constabulary Squadron übernahm den Schutz eines Zonengrenzabschnittes zur SBZ. Im Oktober 1946 kamen noch ein Nachschubverband und eine Fahrschule ins Camp.
Bonnland wurde von der Bayerischen Landessiedlung mit Flüchtlingen und Vertriebenen neu besiedelt. Als kommissarischer Bürgermeister wurde Karl Heunisch eingesetzt. Die Wiederherstellung der reparaturbedürftigen Gebäude und die Bearbeitung der brach liegenden Ackerflächen wurden in die Wege geleitet. Für Hundsfeld wurde eine Wiederbesiedlung aufgrund der zentraleren Lage im Übungsplatz zunächst nicht mehr zugelassen. Das Dorf wurde endgültig zum Abriss freigegeben. Die neuen Einwohner von Bonnland und auch die Bewohner der umliegenden Dörfer versorgten sich dort mit dem dringend benötigten Baumaterial.
Am 1. April 1949 wurde die Gemeinde Bonnland wiederhergestellt. Sie wurde dem Landkreis Karlstadt (heute Main-Spessart) zugeteilt. Das Gebiet der ehemaligen Gemeinde Hundsfeld blieb gemeindefrei.

### Pläne für eine Vergrößerung des Truppenübungsplatzes
Neue Kriegsdrohungen in Fernost veranlassten die US-Truppen zu einer Intensivierung ihrer Übungstätigkeit, die zu einem Bedarf von größeren Übungsplätzen führte. Die Dienststelle Blank, die Vorläuferin des späteren Bundesverteidigungsministeriums bot den amerikanischen Besatzungstruppen den Truppenübungsplatz Hammelburg und vier weitere Gebiete dafür an. Am 31. Mai 1951 teilte die Dienststelle Blank der Bayerischen Staatsregierung mit, der Truppenübungsplatz Hammelburg sei vorgeschlagen und akzeptiert worden. Man plante zunächst, die Fläche des Übungsplatzes, bislang 3872 Hektar, zu vervierfachen. Sieben Gemeinden mit 5463 Bewohnern sollten evakuiert werden. 6900 Hektar landwirtschaftliche Flächen aus 19 weiteren Gemeinden in fünf Landkreisen sollten abgetreten werden. Nach massivem Widerstand der betroffenen Bevölkerung, politisch unterstützt vor allem durch die Bundestagsabgeordnete Maria Probst (CSU), wurden die Erweiterungspläne verworfen; stattdessen wurde der Truppenübungsplatz Hohenfels erweitert.

## Übernahme durch die Bundeswehr

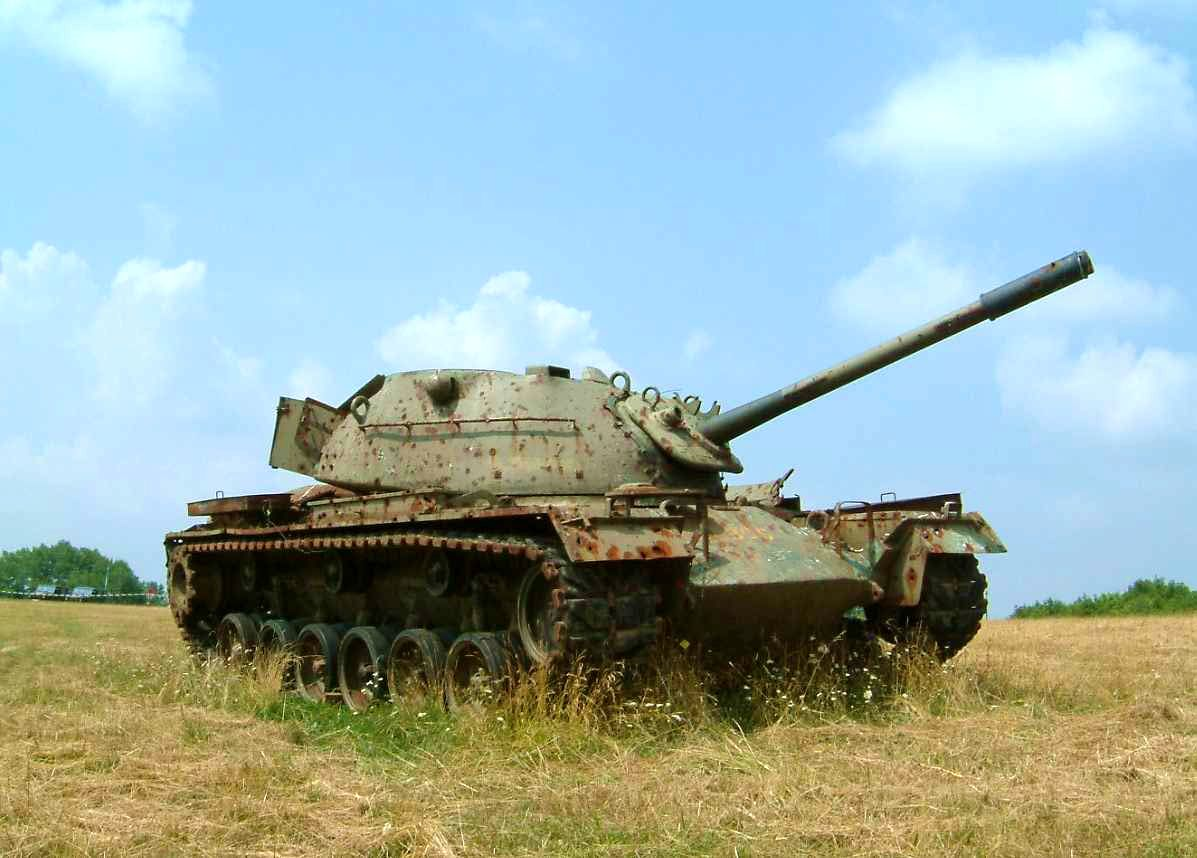
Wrack eines M48-Kampfpanzers auf dem Truppenübungsplatz Hammelburg

Mit der Verlegung des 322nd Tank Bataillon 1956 nach Schweinfurt verließ die letzte amerikanische Einheit das Lager Hammelburg. Im März 1956 ging der Truppenübungsplatz in die Hände der Bundesvermögensverwaltung über. Übungsgelände und Lager wurden als Einrichtung der territorialen Verteidigung von der neu gegründeten Bundeswehr übernommen und dem Wehrbereichskommando VI (München) unterstellt. Unter der Leitung von Regierungsamtmann Otto Hofmann wurde eine Standortverwaltung eingerichtet, die das Südlager für eine neue Truppenbelegung vorbereitete. Ein Vorkommando unter Oberstleutnant Werner Ziegler nahm am 1. April 1956 seine Tätigkeit auf. Als erste Einheiten wurden ein Grenadierlehrbataillon und der Stab der Infanterieschule aufgestellt. Die Infanterieschule nahm unter dem ersten Kommandeur Oberst Weller ihren Betrieb am 1. Juli 1956 auf. Ihre Aufgabe bestand in den Jahren der Aufbauphase der Bundeswehr von 1956 bis 1962 in der Erarbeitung von Grundlagen für die Infanterieausbildung und die Durchführung von Laufbahnlehrgängen für Offiziere und Unteroffiziere. Oberstleutnant Werner Ziegler übernahm als Kommandeur des Grenadierlehrbataillons und Standortältester am 6. Juni 1956 vom US-Lagerkommandanten Lieutenant-Colonel Walter S. Davies das Lager und den Truppenübungsplatz.
Am 1. Juli 1960 begann die Aufstellung der Panzergrenadierbrigade 35 unter dem Kommando von Oberst Hückelheim, deren Kaderverband der Infanterieschule unterstellt war.

### Erneute Absiedlung von Bonnland und Hundsfeld
Mit der Wiederinbetriebnahme des Truppenübungsplatzes durch die Bundeswehr 1956 wurden die Pachtverträge mit den Landwirten weitgehend gekündigt. Allein in diesem Jahr wurden sechs Bonnländer und vier Hundsfelder Bauernhöfe abgesiedelt. Am 29. September 1958 beschloss das Verteidigungsministerium die Freimachung von Bonnland auf freiwilliger Basis. Zu diesem Zeitpunkt waren wieder 200 Einwohner dort ansässig geworden. Bonnland wurde somit zum zweiten Mal abgesiedelt. Die letzten Einwohner mussten am 14. Januar 1965 die Ortschaft verlassen, die seitdem als Übungsdorf für die Ortskampfausbildung verwendet wird. Im Zug der Gebietsreform 1972 wurde Bonnland in den neu gebildeten Landkreis Bad Kissingen eingegliedert.
Auch in Hundsfeld begann – entgegen der ursprünglichen Absicht – 1950 eine Wiederbesiedelung durch Flüchtlingsfamilien. Von den angekündigten 40 Siedlerstellen waren 1954 jedoch nur vier errichtet worden. Auch diese mussten bis 1958 geräumt werden. Die Ruine der Pfarrkirche wurde 1960 gesprengt und die fünf 1953 neu erstellten Gebäude wurden im Februar 1962 zu einer Ortskampfbahn ausgebaut.

### Weitere Entwicklung
1963 erhielt die Infanterieschule die neue Bezeichnung „Kampftruppenschule I“. Die Begriffe Nord- und Südlager wurden nach den 1958 bis 1965 durchgeführten Erweiterungsbauten im nördlichen Bereich durch die Begriffe „Saaleck-Kaserne“ und „Kaserne Infanterieschule“ ersetzt.
Die dritte Heeresstruktur 1968 führte zur Unterstellung des Territorialheeres unter den Inspekteur des Heeres. Der bis dahin dem Wehrbereichskommando VI in München unterstellte Truppenübungsplatz wurde als „Gruppe Truppenübungsplatz“ in die Kampftruppenschule I eingegliedert. Für gemeinsame Organisations-, Führungs- und Ausbildungsgrundsätze für das Feld- und Territorialheer war eine einheitliche Konzeption zu entwickeln, die u. a. die Aufstellung von Jäger- statt Panzergrenadierdivisionen mit sich brachte. Aufgabe der Kampftruppenschule I war die Erarbeitung einer Jägerkonzeption für die 1970er Jahre. Die Ausbildung konzentrierte sich voll auf die Jägertruppe, so dass die Mörserausbildung 1968 an die Kampftruppenschule II in Munster abgegeben wurde.
Mit der vierten Heeresstruktur wurde die Einzelkämpferausbildung der Luftlande- und Lufttransportschule übertragen. Dafür kam die Mörserausbildung wieder nach Hammelburg zurück.
Der mit der deutschen Wiedervereinigung verbundenen Truppenreduzierung auf 370.000 Soldaten trug die fünfte Heeresstruktur Rechnung. Die Kampftruppenschule I wurde wieder in Infanterieschule umbenannt, an der nur noch die militärfachliche Ausbildung der Offiziere und Unteroffiziere stattfindet.
Im Juni 1994 wurde die Infanterieschule Hammelburg zum VN-Ausbildungszentrum der Bundeswehr bestimmt. Bis Ende 1999 durchliefen bereits 45.000 Soldaten die speziell für Auslandseinsätze der Vereinten Nationen konzipierte Ausbildung. Das VN-Ausbildungszentrum wurde am 27. Oktober 1999 offiziell als eigenständiger Teil der Infanterieschule in den Dienst gestellt.
Für die Unterbringung der zahlreichen den Übungsplatz nutzenden Truppen, wurde bis zum 1. Juli 1977 ein eigenes „Lager Übende Truppen“ südlich der Infanterieschule errichtet, das 1986 den Namen „General Heusinger-Kaserne“ erhielt. Von 1989 bis 1991 diente diese Kaserne als Durchgangslager für Hunderte von DDR-Flüchtlingen.
1974/75 wurde für mechanisierte Einheiten die Waldkampfbahn „Müllerschlag“ angelegt. Der Truppenübungsplatz verfügt über 19 Schießbahnen für die infanteristische Ausbildung bis zur Kompaniestärke mit allen Infanteriewaffen einschließlich 120 mm-Mörser und 20 mm Bordmaschinenwaffen. Zu den besonderen Ausbildungseinrichtungen zählen auch zwei Anlagen für den Objektschutz, eine Geländefahrschulstrecke, eine Hindernisbahn, Handgranatenwurfstände, ein Sprengplatz und Bereiche für den Bau von Feldbefestigungen.
Neben den militärischen Verwendung wird der Truppenübungsplatz auch von zivilen Institutionen wie Polizei, Deutsches Rotes Kreuz, Technisches Hilfswerk und Freiwillige Feuerwehr genutzt.
Mit der Übernahme des Truppenübungsplatzes Wildflecken durch die Bundeswehr nach dem Abzug der US-Truppen 1994 wurde dieser mit dem Truppenübungsplatz Hammelburg als „Ausbildungsdrehscheibe Hammelburg-Wildflecken“ organisatorisch zusammengelegt. Der Hammelburger Teil trägt nun die Bezeichnung „Truppenübungsplatz Wildflecken-Außenstelle Hammelburg“.
Seit dem 1. Januar 2015 ist der Truppenübungsplatz Hammelburg dem Bereich Truppenübungsplatzkommandanturen Süd in Wildflecken unterstellt und organisatorisch eine eigene Kommandantur.

## Kommandanten des Truppenübungsplatzes
- 1895–1901: Generalmajor Eugen Gullmann
- 1901–1903: Generalmajor von Oelhafen
- 1903–1908: Generalmajor Freiherr von Waldenfels
- 1908–1914: Generalmajor Abt
- 1914–1921: Generalmajor Etzel
- 1935–1936: Oberstleutnant Hoffmann
- 1936–1938: Oberstleutnant Fleischhauer
- 1938–1942: Oberstleutnant Pflugbeil
- 1942–1943: Oberst Witte
- 1943–1945: Oberst Richard Hoppe
- 1956–1958: Hauptmann Ernst Wagner
- 1958–1962: Major Kurt Berisch
- 1. Juni 1962–März 1966: Oberstleutnant Ferdinand Mainzinger
- 1. April 1966–Oktober 1968: Oberstleutnant Hans Braun
- 1968–1969: Hauptmann Ludwig Strunz
- 1. November 1969–August 1980: Oberstleutnant Conrad Weberpals
- 22. September 1980–September 1989: Oberstleutnant Ortwin Luckhard
- 1. Oktober 1989–31. März 1992: Oberstleutnant Helmut Füß
- 1. April 1992–31. März 1996: Hauptmann Dietmar Feist
- 1. April 1996– 31. Juli 2001: Hauptmann Johann Bschor

Am 1. August 2001 wurde der Truppenübungsplatz Hammelburg dem Truppenübungsplatz WILDFLECKEN unterstellt.
Neue Bezeichnung:
Truppenübungsplatz Kommandantur WILDFLECKEN Außenstelle HAMMELBURG
- 2001–2005: Oberstleutnant Manfred Sika
- 2005–2011: Oberstleutnant Hans-Joachim Gerlein
- Juli 2011–12. November 2013: Oberstleutnant Roland Reckziegel
- 12. November 2013 – 31. Dezember 2014: Oberstleutnant Uwe Weinrauter

2015 wurde der Truppenübungsplatz Hammelburg wieder selbstständige Kommandantur und dem Bereich Truppenübungsplatzkommandantur Süd in Wildflecken unterstellt.
- seit 1. Januar 2015: Oberstleutnant Carsten Kobiger

## Naturschutz
Der größte Teil des Truppenübungsplatzes Hammelburg wurde im Jahr 2000 als gleichnamiges Fauna-Flora-Habitat-Gebiets Truppenübungsplatz Hammelburg (FFH-Nr. 5925-301; WDPA-Nr. 555537713)- und des Vogelschutzgebietes Truppenübungsplatz Hammelburg (FFH-Nr. 5925-301; WDPA-Nr. 555579355) ausgewiesen.
Flächenmäßig bedeutsam sind Buchen- und Eichenwälder sowie Kalk-Trockenrasen unter anderem mit Vorkommen von Fledermäusen, Spechtarten, Heidelerche und Neuntöter.

## Liste der Baudenkmäler
- Gebäude Nr. 18. Ehemaliger Militärgasthof, Jugendstil, 1912
- Gebäude Nr. 27. Standortverwaltung, Jugendstil, um 1910
- Gebäude Nr. 45. Ehemalige Fernsprechvermittlung, Jugendstil, um 1910
- Gebäude Nr. 66. Ehemaliges Offiziersheim, Jugendstil, um 1910
- Gebäude Nr. 79. Ehemaliges Generalshaus, Jugendstil, um 1910
- Soldatenfriedhof, mit Grabdenkmälern um 1918
- Russenfriedhof; Bildstock, 1699; Kreuzschlepper, Ende 18. Jahrhundert
- Dorfwüstung Hundsfeld des Mittelalters und der Neuzeit
- Schloss Greifenstein in Bonnland sowie untertägige Teile bestehender Bauten und Fundamente abgegangener Gebäude des frühneuzeitlichen Schlosses Greifenstein
- Evangelische Kirche Pfarrkirche, Chorturmkirche, Chorturm 13. Jahrhundert, Langhaus 1685, Sakristei 16. Jahrhundert; spätmittelalterlicher Kirchgaden, untertägige Teile der spätmittelalterlichen bis frühneuzeitlichen ehemaligen evangelisch-lutherischen Pfarrkirche in Bonnland sowie Körpergräber des Mittelalters und der Neuzeit
- Ruine Reußenberg, Ganerbenburg, 1333 erbaut, in den Bauernkriegen zerstört

(Quelle:)